# Sturzkampfgeschwader 165
Das Sturzkampfgeschwader 165 war ein Verband der Luftwaffe der Wehrmacht vor dem Zweiten Weltkrieg. Es war mit Sturzkampfbombern vom Typ Henschel Hs 123 und Junkers Ju 87 ausgestattet und bildete Besatzungen für Luftangriffe mit Fliegerbomben aus. Es wurde am 1. Mai 1939 in das Sturzkampfgeschwader 77 eingegliedert.

## Geschichte

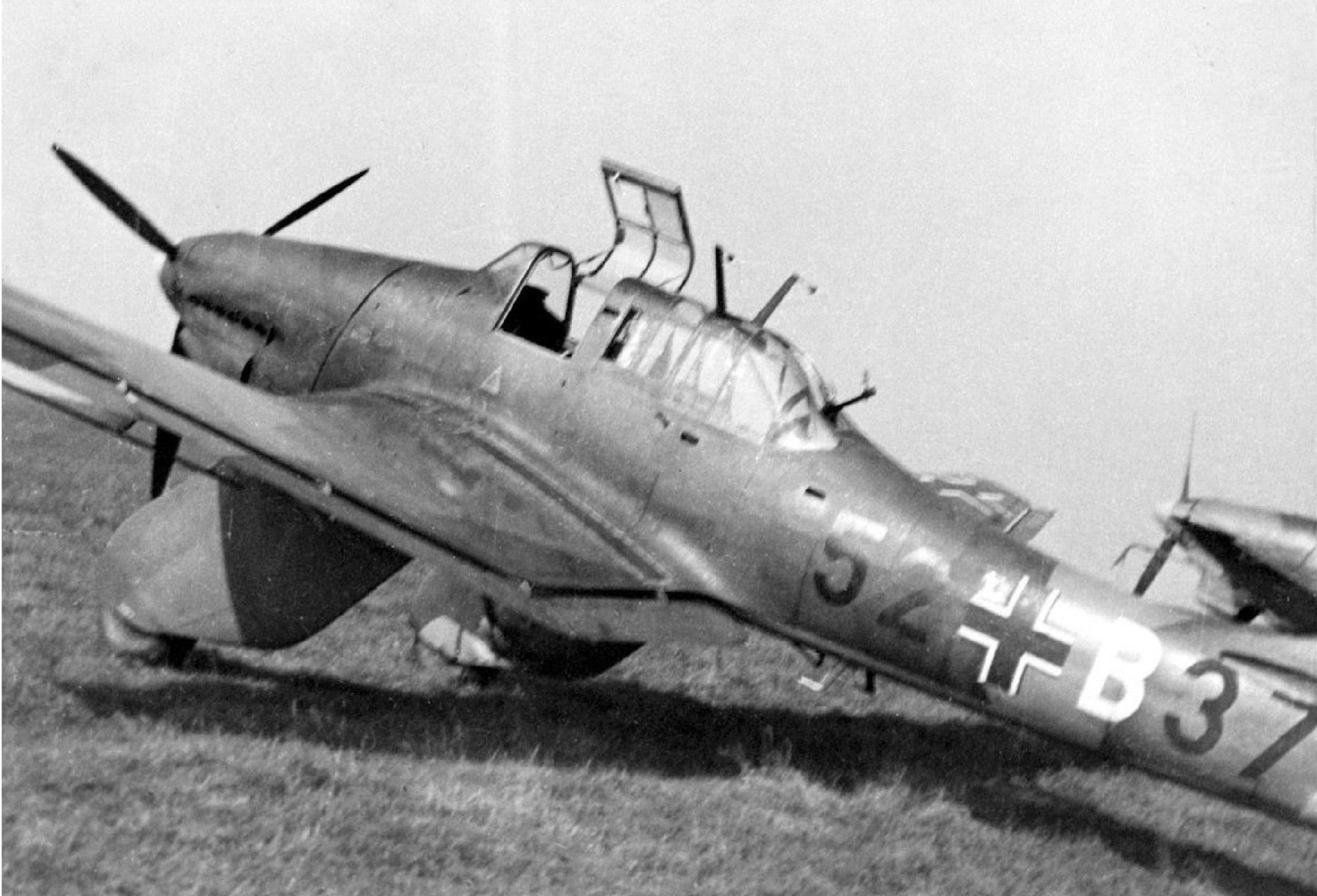
Junkers Ju 87A der 7. Staffel in Wertheim

Der Geschwaderstab des Sturzkampfgeschwaders 165 entstand im Rahmen der Aufrüstung der Luftwaffe am 1. Oktober 1937 in Schweinfurt (Lage), wo zuvor am 1. April die II. Gruppe aufgestellt worden war. Die I. Gruppe des Geschwaders existierte schon seit dem 1. April 1936 in Kitzingen (Lage), während die III. Gruppe am 1. April 1937 in Fürstenfeldbruck gebildet wurde.
Anfangs flog das Geschwader mit der Henschel Hs 123, bevor die modernere Junkers Ju 87B eingeführt wurde. In der I. Gruppe wurde auch noch die Heinkel He 51 und die Arado Ar 65 geflogen. Am 1. Mai 1939 erhielt der Geschwaderstab, die I. und die II. Gruppe nach dem neuen Benennungsschema der Luftwaffe die Bezeichnung Geschwaderstab, I. und II. Gruppe des Sturzkampfgeschwaders 77. Die III. Gruppe wurde in die III. Gruppe des Sturzkampfgeschwaders 51 umgewandelt.

## Kommandeure

### Geschwaderkommodore
| Dienstgrad     | Name                 | Zeit                                 |
| -------------- | -------------------- | ------------------------------------ |
| Oberstleutnant | Eberhard Baier       | 1. Oktober 1937 bis 1. November 1938 |
| Major          | Günter Schwartzkopff | 1. November 1938 bis 1. Mai 1939     |

### Gruppenkommandeure
I. Gruppe
- Major Werner Junck, 1. April 1936 bis 1. Oktober 1936[5]
- Major Oskar Dinort, 1. September 1937 bis 31. Januar 1939[6]
- Hauptmann Friedrich-Karl Freiherr von Dalwigk zu Lichtenfels, 1. Februar 1939 bis 1. Mai 1939[7]

II. Gruppe
- Hauptmann Graf Clemens von Schönborn-Wiesentheid, September 1937 bis 1. Mai 1939[8]

III. Gruppe
- Hauptmann Anton Keil, 1. April 1937 bis 1. Mai 1939[9]

## Bekannte Geschwaderangehörige
- Arnulf Blasig (1913–1998), war ein Oberst der Luftwaffe der Bundeswehr
- Bernd von Brauchitsch (1911–1974), war ein Manager und Vorsitzender der Landesvereinigung der Schleswig-Holsteinischen Arbeitgeberverbände, des Arbeitgeberverbandes für die Chemische Industrie und Kunststoffverarbeitung Schleswig-Holsteins sowie des Wirtschaftsverbandes Asbest und saß im Vorstand der Bundesvereinigung der Deutschen Arbeitgeberverbände
- Walter Rudolf Enneccerus (1911–1971), war von 1963 bis 1967 als Brigadegeneral der Luftwaffe der Bundeswehr, Chef des Stabes des Luftwaffenamtes
- Walter Stimpel (1917–2008), war ein Jurist und Richter am Bundesgerichtshof, davon 1978 bis 1985 als Vizepräsident